# Le Grand (California)
Le Grand è un census-designated place (CDP) degli Stati Uniti d'America situato in California, nella contea di Merced.